# Lista de episódios de 12 Monkeys
12 Monkeys é uma série de televisão americana criada por Terry Matalas and Travis Fickett. É uma série dramática de mistério e ficção científica baseada no filme homônimo de 1995, dirigido por Terry Gilliam, que por sua vez, foi baseado no curta-metragem de Chris Marker de 1962, La Jetée. A série estreou em 16 de janeiro de 2015.
Até 31 de maio de 2017, 36 episódios de 12 Monkeys foram transmitidos, concluindo a terceira temporada. A série foi renovada para uma quarta e última temporada de 10 episódios, anunciada em 16 de março de 2017, para ser lançada em 2018.

## Resumo
| Temporada | Temporada | Episódios | Episódios | Originalmente exibido | Originalmente exibido |
| Temporada | Temporada | Episódios | Episódios | Estreia da temporada  | Final da temporada    |
| --------- | --------- | --------- | --------- | --------------------- | --------------------- |
|           | 1         | 13        | 13        | 16 de janeiro de 2015 | 10 de abril de 2015   |
|           | 2         | 13        | 13        | 18 de abril de 2016   | 18 de julho de 2016   |
|           | 3         | 10        | 10        | 19 de maio de 2017    | 21 de maio de 2017    |
|           | 4         | 11        | 11        | 15 de junho de 2018   | 6 de julho de 2018    |

## Episódios

### 1.ª temporada (2015)
| Nº geral | Nº na temporada | Título                                        | Diretor         | Escritor                         | Exibição original       | Audiência nos EUA (em milhões) |
| --- | --------------- | --------------------------------------------- | --------------- | -------------------------------- | ----------------------- | ------------------------------ |
| 1 | 1               | "Splinter" "Fragmentação"                     | Jeffrey Reiner  | Terry Matalas & Travis Fickett   | 16 de janeiro de 2015   | 1.353                          |
| Em 2043, cientistas liderados por Jones concluem um projeto de máquina do tempo Fragentação para parar uma praga apocalíptica antes que aconteça. Sua melhor pista é uma gravação corrompida de 2017 da virologista Cassandra Railly que identifica Leland Goines com as origens da praga e profeticamente pede Cole, a quem recrutas Jones como um chrononaut. Cole questiona Railly em 2013, provando que ele é um viajante do tempo, causando um arranhão para aparecer em uma versão futura do seu relógio, mas ela ainda não sabe sobre Frost. Railly investiga por conta própria e quando se encontram novamente em 2015, ela identificou Goines de CEO do Grupo Markridge, Leland Goines que está trabalhando em armas biológicas. Cole falha ao assassinar Goines e eles são capturados, Goines percebendo que Cole é um viajante do tempo que ele conheceu em 1987, quando Cole estava olhando para o Exército dos 12 Macacos. Sabendo que ele vai sobreviver para fazer isso, Cole coloca as duas versões do relógio de Railly juntos, criando um paradoxo explosivo. Ele mata Goines mas não reescreve o futuro pós-apocalíptico. Em outros lugares, paciente psiquiátrico Jennifer Goines herda a fortuna de seu pai e é mostrada desenhando o logotipo macaco. |                 |                                               |                 |                                  |                         |                                |
| 2 | 2               | "Mentally Divergent" "Mentalmente Divergente" | David Grossman  | Natalie Chaidez                  | 23 de janeiro de 2015   | 1.104                          |
| Cole é dirigido para encontrar informações sobre um paciente em uma instituição mental na Filadélfia, que esta de alguma forma ligada ao "Exército dos 12 Macacos". Os cientistas tentam enviá-lo para 2015, mas ele acaba na Coreia do Norte em 2006, onde um interrogador encontra o bilhete de Cole com endereço da instituição. Depois de ser redirecionado a 2015 Cole encontra a mentalmente instável Jennifer Goines na instituição. Railly recebe Aaron marcador para levá-la a se esconder em seus pais "livraria de idade, e ela diz-lhe que há um encobrimento ocorrendo sobre Leland Goines 'morte. Aaron lhe traz informações da Coreia do Norte que identifica a presença de Cole lá em 2006, bem como o endereço da instituição da nota de Cole. Na instituição Jennifer diz a Cole que ela trabalhou para o pai dela, e que ela é uma das únicas pessoas que sabem a localização do laboratório secreto, conhecido como a quarto noite. Assim como Railly chega à instituição para obter Cole, um homem misterioso com uma cicatriz (Tom Noonan), que matou colegas de trabalho de Jennifer no laboratório de seu pai (levando a seu colapso mental), bem como o contacto ex-NSA de Railly, chega e sequestra Jennifer.                                     |                 |                                               |                 |                                  |                         |                                |
| 3 | 3               | "Cassandra Complex" "Complexo da Cassandra"   | Michael Waxman  | Rebecca Kirsch                   | 30 de janeiro de 2015   | 0.903                          |
| Cole e Railly na tentativa de rastrear Henri Toussaint, a única pessoa além de Jennifer que sabe a localização do quarto a noite, descobrindo que ele foi assassinado por um assaltante desconhecido ao trabalhar com Railly para conter uma epidemia no Haiti em 2014. Cole é enviado de volta a 2014 para Haiti , onde se localiza Henri, mas o homem pálido o alcança. Em 2014 Railly, paranóico que o surto do Haiti é o 2017 peste, tem uma avaria e é retirado de serviço. Cole ajuda Henri escapar do homem pálido e Henri diz-lhe como encontrar o quarto noite. A epidemia haitiana acaba por não ser a praga, e Cole reencontra Railly em 2015. Railly aceita um emprego no CDC para reunir mais informações sobre o quarto noite. É revelado (embora não Railly) que Cole assassinado Henri para parar o Exército de interrogá-lo. Em 2043, Ramse encontra Max, uma mulher que ele sabia desde quando ele e Cole eram membros de um grupo chamado Ocidente VII. Ele é suspeito de sua alegação de que ela deixou o VII Ocidente, mas deixa-la ir. Ela relata volta para Deacon, líder do Oeste VII, que ela encontrou Cole. |                 |                                               |                 |                                  |                         |                                |
| 4 | 4               | "Atari"                                       | David Grossman  | Terry Matalas & Travis Fickett   | 6 de fevereiro de 2015  | 0.731                          |
| Em 2043, o assalto Oeste VII a instalação de temporais, onde a máquina do tempo está alojado, entrando através de um túnel escondido. Ramse e Jones são aparentemente morto, mas não antes de Jones envia Cole volta no tempo para 2015. Flashbacks revelam como Cole e Ramse entrou para a VII Ocidente, e como Cole e Max tornou-se intimamente envolvido. Algum tempo depois, Ramse desafia abertamente a brutalidade de Deacon, e Deacon pede Cole para matá-lo. No último minuto, Cole se recusa e foge do VII Oeste com Ramse, deixando Max trás. De volta a 2043, as avarias eo Time Machine envia Cole de volta apenas alguns dias. Ele é capturado por Deacon e forçado a revelar a localização do túnel escondido (sua voltando no tempo fez o ataque possível, em primeiro lugar). Max liberta Cole e eles usam o seu conhecimento prévio de como o ataque aconteceu para derrotar os soldados de Deacon, poupando Ramse e Jones, mas Deacon vê a máquina do tempo e escapa. Max se junta Projeto Splinter. Cole, em seguida, retorna a 2015, onde Railly descobriu a localização do quarto noite. |                 |                                               |                 |                                  |                         |                                |
| 5 | 5               | "The Night Room" "A Sala Noturna"             | David Boyd      | Richard E. Robbins               | 13 de fevereiro de 2015 | 0.664                          |
| Cole e Railly entrar no quarto a noite, encontrar o Exército dos 12 Macacos tenha chegado lá primeiro depois de obter a sua localização a partir de Jennifer. O Homem Pálido tortura Cole para obter informações sobre a forma de quebrar o cofre de quarto a noite, revelando-Railly que Cole tinha matado Henri. Mais tarde, Cole explica que Railly por que ele matou Henri e revela mais de seu passado para ela. Em 2043, Ramse descobre que Jones tinha enviado outros chrononauts para o passado antes de Cole, alguns dos quais tinham morrido. Ele confronta Jones, mas a contragosto concorda em ir junto com ela depois que ela promete proteger Cole. Em 2015, o Exército consegue cortar aberto a porta do cofre, revelando a fonte do vírus praga: a centenária torso humano preservado. Os truques Homem Pallid Jennifer em desativação à prova de falhas final da abóbada, mas Cole e Railly incinerar a amostra virais. Railly é capturado pelos estilhaços do Exército e Cole distância, encontrando-se em um suplente 2043, onde o Ocidente VII tomaram conta da instalação de temporal. |                 |                                               |                 |                                  |                         |                                |
| 6 | 6               | "The Red Forest" "A Floresta Vermelha"        | Alex Zakrzewski | Christopher Monfette             | 20 de fevereiro de 2015 | 0.686                          |
| Cole descobre que na história o suplente 2043 de, Railly foi morto em 2015, causando mudanças drásticas no cronograma: a praga surgiu mais cedo e estava ligada a um evento chamado Operação Troy. Cole convence o líder do Oeste VII - que, neste espaço temporal, é Ramse - para deixá-Jones mandá-lo de volta no tempo para que ele possa impedir a morte de Railly. Depois de ser baleado em um argumento, a Jones morrendo envia Cole de volta para 2015, dizendo-lhe para pedir a sua versão de Jones sobre "sacrifício". Em 2015, Cole sequestra Aaron marcador e obriga-o a ajudá-lo a resgatar Railly. O homem drogas Pallid Railly com um alucinógeno, e um membro feminino sem nome do Exército (Alisen baixo) orienta-a através das alucinações, dizendo que ela está tomando Railly para atender "a testemunha." Cole e Aaron rastrear e livre Railly e lascas Cole na frente de Aaron. Aaron pede desculpas a Railly para não acreditar nela, e eles resolvem investigar Operação Troy. De volta a 2043, Cole encontra a sua linha do tempo foi restaurado. Ele pede Jones sobre as últimas palavras o suplente de Jones, e Jones admite que viajar através do tempo está destruindo lentamente seu corpo e acabará por matá-lo.                              |                 |                                               |                 |                                  |                         |                                |
| 7 | 7               | "The Keys" "As Flóridas Keys"                 | John Badham     | Sean Tretta                      | 27 de fevereiro de 2015 | 0.696                          |
| Railly e marcador investigar Operação Troy e os fragmentos de artefatos Cole encontrados, e deduzir que M5-10 do Grupo Markridge está sendo usado para matar CIA-leaker Adam Wexler na Chechênia. Cole lascas de distância e horas mais tarde chama Railly da Chechênia, explicando que a informação que ela e marcador vai dar-lhe uma semana no futuro lhe permitiu tomar posse do vírus antes que o Exército dos 12 Macacos. No entanto, mercenários capturar Cole e Wexler abre o caso, expondo-os todos ao vírus. Como os mercenários começam a morrer, eles oferecem ao comércio Wexler para assistência médica e Cole convence Wexler para abrir fogo contra os mercenários. Antes de morrer, Wexler diz Cole que o Exército dos 12 Macacos estavam envolvidos em uma guerra de 1987 yakuza em Tóquio. Cole chama Railly, permitindo que a CIA para rastrear sua localização para queimar o vírus com drones Predator, e pede-lhe para não contar a ele de seu destino quando eles se encontram em uma semana. Marcador ameaça a CIA com a exposição a ganhar dele e Railly de lançamento, e Railly segue-through com os desejos de Cole para não deixá-lo saber que ele está indo para sua morte.                                                                   |                 |                                               |                 |                                  |                         |                                |
| 8 | 8               | "Yesterday" "Ontem"                           | Michael Waxman  | Oliver Grigsby & Natalie Chaidez | 6 de março de 2015      | 0.843                          |
| Em 2043, Jones envia Ramse e Whitley para liderar, uma colônia militar, para pedir ajuda estabilizar núcleo de energia da máquina do tempo. É revelado que Jones e Whitley viveu na Spearhead, mas saiu depois de seu atual líder, o coronel Foster (Xander Berkeley), tomou o poder em um golpe violento. Foster se recusa pedido de Jones, dizendo que ele precisa de recursos para trabalhar em uma cura para a praga. Ramse encontra Elena, uma antiga paixão, e descobre que ele é o pai de seu filho, Sam. Quando uma tentativa fracassada de recuperar Cole destrói o núcleo de energia por completo, Jones vem pessoalmente a ponta de lança para solicitar o uso de seu núcleo. Foster, eventualmente, concorda com a condição de que Jones voltar a liderar a trabalhar na cura. Ramse sugere aceitar a oferta de Foster, mas Jones continua convencido de que o vírus é incurável e resolve obter núcleo de energia da Spearhead por qualquer meio necessário. Em 2015, Railly viaja para o local do ataque aéreo para determinar se Cole é realmente ido. Ela conclui que ele foi apagado da linha do tempo e a praga foi evitada. É revelado que Cole está vivo, mas preso em 2017, onde a praga está bem encaminhado.                                         |                 |                                               |                 |                                  |                         |                                |
| 9 | 9               | "Tomorrow" "Amanhã"                           | TJ Scott        | Rebecca Kirsch                   | 13 de março de 2015     | 0.708                          |
| Em 2043, Jones ordena que sua equipe para aproveitar núcleo de energia da Spearhead. Ela mata Foster, e seu grupo capta o núcleo e reenergizes a máquina do tempo, mas à custa de muitas vidas, incluindo o pai de Whitley. Ramse leva Sam e Elena à segurança; estes últimos créditos Foster teve uma cura para o vírus e sugere Jones está mentindo. Jones é visto destruindo uma página de pesquisa de Foster mostrando que o vírus 2040 foi curada. Flashbacks a 2041 revelam como Cole e Ramse encontrou Jones, e como Ramse coagido Cole em juntar Projeto Splinter. Em 2017, Cole é trazido para o CDC ver um Railly morrendo. Ela lhe diz que muita coisa aconteceu entre eles depois de 2015, e dá-lhe um importante discurso antes de morrer. Jennifer aparece, pregando a um grupo de refugiados sobre "filhas" e um "exército". Como Cole lascas de distância, o risco que ele fez sobre o relógio de Railly em 2013 desaparece. De volta a 2043, ele argumenta com Ramse, que diz Jones mentiu sobre a cura de Foster, e quer acabar Projeto Splinter para garantir a sua família não é apagada da linha do tempo. Cole retruca que o projeto é a única maneira de parar o vírus e salvar Railly, e os dois brigam.                                            |                 |                                               |                 |                                  |                         |                                |
| 10 | 10              | "Divine Move" "Manobra Divina"                | Magnus Martens  | Terry Matalas & Travis Fickett   | 20 de março de 2015     | 0.727                          |
| Cole aparece em 2015, chocando Railly e Aaron. Ele e Railly encontrar o jornal do Dr. Oliver Peters, o criador da praga, o que lhes aponta a 1987 Tóquio. Depois Cole volta a 2043, Railly rastreia Peters, que foi forçado a recriar o vírus pelo Exército. Ele implora Railly para matá-lo, mas ela o deixa ir. O membro do Exército do sexo feminino sem nome (Alisen baixo) encontra Aaron e pergunta o que ele faria para proteger Railly. Em 2043, Ramse destrói a investigação de Jones sobre a história da praga e rouba a droga que permite Cole a lasca. Fugindo, ele encontra as filhas, uma seita só de mulheres liderada por um Jennifer envelhecida. Ela diz a ele sobre a testemunha e diz Ramse será um amigo para eles. Em busca de Ramse, homens Jones matar Elena. Ramse retorna à facilidade temporal e tenta explodir a máquina do tempo, na sua falta, mas matar Max. Sem saída, ele injeta-se com a droga de viagem no tempo e lascas a 1987 Tóquio. Antes de enviar Cole após Ramse, Jones adverte que ele deve completar a missão desta vez como o seu corpo só pode dar mais um salto antes de falhar; Cole jura matar seu amigo se este último interferir.                                                                                       |                 |                                               |                 |                                  |                         |                                |
| 11 | 11              | "Shonin"                                      | Mark Tonderai   | Sean Tretta                      | 27 de março de 2015     | 0.677                          |
| Em 1987, Tóquio, Cole tenta parar Leland Goines de adquirir o vírus da peste, mas é esfaqueado, aparentemente fatalmente, por Ramse. Durante sua prisão pelo esfaqueamento, Ramse é contactado por Olivia, o membro misteriosa do Exército dos 12 Macacos. Após a sua libertação em 1995, ele é iniciado para o Exército. Flashbacks cobrir eventos da década de 1990 a 2015, revelando que o Exército investidos no desenvolvimento do vírus da peste de Markridge e que Ramse, acreditando que ele matou Cole em 1987, usou o seu conhecimento das ações de Cole para ajudar o Exército frustrar todas as tentativas de Cole para parar o praga e garantir que todos os eventos aconteceu como ele se lembra-los de 2043. Em 2015, Aaron perde o emprego e se envolve com o projeto que se tornará Spearhead. Ele vê que Olivia vai dirigir o projeto. Jennifer é encontrado pelo Exército e levado por Olivia. Em 2043, a Jones desesperada envia o Cole lesionado 1987-2015, encalhe-lo naquele momento. subordinados Jones abandoná-la, acreditando Projeto Splinter é longo. Em 2015, Cole suspiros para Railly que a identidade das testemunhas, que ajudou o Exército permanecer um passo à frente deles, é Ramse                                                   |                 |                                               |                 |                                  |                         |                                |
| 12 | 12              | "Paradox" "Paradoxo"                          | Dennie Gordon   | Terry Matalas                    | 3 de abril de 2015      | 0.580                          |
| Em 2015, Railly encontra a versão 2015 de Jones utilizando o endereço que ela deu Cole em 2017, e convence-la para ajudar Cole, que está morrendo dos efeitos da viagem no tempo. Para curá-lo, eles precisam de uma amostra de sangue do jovem versão de 2015, de Cole, então eles trazem o pai de Cole e jovens Cole para ver o adulto Cole. Aaron dá a localização do Cole Exército em troca de garantir a segurança de Railly. Quando o Exército vem para Cole, o pai de Cole morre defendendo ele. Cole injeta-se com a amostra de sangue, causando um paradoxo temporal explosivo que ele cura e vai embora do Exército. Cole, Railly, e Jones deixar o jovem Cole em um orfanato, e Jones diz Cole que a cura tenha retirado sua capacidade de viajar no tempo. Jennifer encena uma aquisição hostil do Grupo Markridge e instala-se como o novo CEO. Em 2043, Jones está tentando reconstruir Projeto Splinter, quando um grupo desconhecido de 12 indivíduos, guiado por Deacon, assalta a instalação de temporal. |                 |                                               |                 |                                  |                         |                                |
| 13 | 13              | "Arms of Mine" "Invasão"                      | David Grossman  | Terry Matalas & Travis Fickett   | 10 de abril de 2015     | 0.661                          |
| Em 2015, Cole e Railly interrogar Aaron sobre o exército; depois de tentar fugir, Aaron está preso em um incêndio e aparentemente morto. Agindo em informações obtidas a partir Jennifer, Cole e Railly quebrar em Raritan National Laboratories, que abriga a máquina do tempo operacional, e ficar cara-a-cara com Ramse, que pretende voltar para 2043. É revelado que Ramse não é a testemunha, e ambos Railly e Ramse são disparados. Cole usa a máquina para enviar Railly de 2043, na esperança de que Jones será capaz de salvá-la, e ajuda a fuga Ramse menos gravemente ferido. Olivia prepara 12 recém-nascidos misteriosos para os planos do Exército, que virá a ser concretizadas em 28 anos. Jennifer embarca em uma viagem de avião, aparentemente para espalhar o vírus praga em todo o mundo. Em 2043, Deacon e do grupo de 12 que ele está guiando tempestade a instalação de temporal e tentativa de aproveitar a máquina do tempo. Ameaçando explodi-lo, Jones negocia a libertação de seus subordinados e, em seguida, transforma a máquina para o grupo de 12, assim como o Railly feridos chega a partir de 2015. |                 |                                               |                 |                                  |                         |                                |

### 2.ª temporada (2016)
| Nº geral | Nº na temporada | Título                                   | Diretor           | Escritor                           | Exibição original   | Audiência nos EUA (em milhões) |
| --- | --------------- | ---------------------------------------- | ----------------- | ---------------------------------- | ------------------- | ------------------------------ |
| 14 | 1               | "Year of the Monkey" "Ano do Macaco"     | David Grossman    | Terry Matalas & Travis Fickett     | 18 de abril de 2016 | 0.476                          |
| Em 2016, Cole e Ramse estão em fuga do Exército. Eles pedem Benjamin Kalman, um cientista ex-Markridge, para remover um dispositivo de rastreamento de Ramse. Kalman, que ainda está no emprego do Exército, paralisa Ramse e revela que Jennifer Goines vai lançar a praga em Nova York. Cole dispõe de Kalman, e Ramse decide acompanhá-lo para Nova York para encontrar Jennifer. Em 2043, os Mensageiros, o misterioso grupo de 12, usar a máquina do tempo para enviar 6 dos seus membros para outros períodos de tempo. Railly, agora preso pelos Mensageiros, oferece para o tratamento de doença crónica do diácono se ele ajuda a impedi-los; ele liberta-la e tem o Ocidente VII explodir a máquina do tempo, matando os Mensageiros restantes. Voltar em 2016, Cole faixas Jennifer baixo e pede a ela para não liberar o vírus. Agentes do Exército interromper e tentar matar Cole, mas lascas Railly em a partir de 2044 e as armas para baixo, dizendo Cole que ela e Jones deduziu que Jennifer começou a praga. Ela se prepara para atirar em Jennifer, mas Cole levanta sua própria arma para detê-la, terminando em um impasse. |                 |                                          |                   |                                    |                     |                                |
| 15 | 2               | "Primary" "Primária"                     | Magnus Martens    | Sean Tretta                        | 25 de abril de 2016 | 0.318                          |
| Em 2016, Cole convence Jennifer não lançar a praga. Ele e Railly destruir fornecimento de vírus de Jennifer, alterando a história, embora, Ramse, e Jones ainda se lembra a linha do tempo anterior, graças à droga de viagem no tempo. Depois Cole pára Railly de matar Ramse, ela lascas de 2044 com o último, abandonando Cole em 2016. Jennifer leva Cole ao Emerson Hotel, onde o gestor dá Cole a chave para o quarto 607, que Cole comprado em 1944. No interior, Cole encontra uma foto dele e Railly de 1944. Jennifer, sentindo purposeless após decidir não iniciar a peste, ataques e seduz Cole, em seguida, corta-se. Cole a acalma e diz a ela para encontrar um novo propósito, e ela sai. Em 2044, a história mudou: a praga começou há vários anos mais tarde, e Jones tem um amante, Dr. Eckland (Michael Hogan), a quem ela não tem memória. Deacon e Railly sem sucesso interrogar Ramse sobre os mensageiros. A Jennifer mais velha tem as Filhas forçar Jones para recuperar Cole a partir de 2016, reembolsar-lhe para ajudá-la a si mesmo mais jovem. fala Cole com Railly sobre como suas ações têm afetado ela e como a poupança, não matar, as pessoas é a única coisa que ele fez que mudou a história. Ele deixa Railly para contemplar a foto 1944.                                    |                 |                                          |                   |                                    |                     |                                |
| 16 | 3               | "One Hundred Years" "Cem Anos"           | David Grossman    | Mike Sussman                       | 2 de maio de 2016   | 0.405                          |
| Cole e Railly viajar a 1944 para parar dois dos Mensageiros de assassinar um cientista, Thomas Crawford. Eles são incapazes de impedir o assassinato de Crawford, mas eles deduzem que o verdadeiro alvo dos Mensageiros 'é seu filho Tommy Jr., que, como Jennifer, é um "primário", alguém com uma conexão especial com o tempo. Eles conseguem chegar a Tommy em primeiro lugar; ele se dirige a ambos pelo nome e diz que ele está destinado a ser morto pelos Mensageiros. Um dos Mensageiros (Scottie Thompson) leva Cole refém e tortura, forçando Railly se render Tommy. O Mensageiro mata Tommy em um ritual cerimonial usando uma faca esculpida em seu próprio osso, provocando um paradoxo temporal explosivo que torna ela, Cole, e Railly inconsciente e cordões os dois últimos em 1944. Em 2044, Jones permite Deacon para fazer o que ele deseja com Ramse. Assim como ele está prestes a matar Ramse, um maciço entra em erupção anomalia temporal e Ramse corre para escapar dela, arrastando Deacon junto com ele. |                 |                                          |                   |                                    |                     |                                |
| 17 | 4               | "Emergence" "Emergência"                 | David Grossman    | Richard E. Robbins                 | 9 de maio de 2016   | 0.425                          |
| Ramse é enviado a 1944 para resgatar Cole e Railly. Embora incapaz de parar o assassinato de Tommy, ele liberta-los do agente do FBI Robert Gale (Jay Karnes). Gale deduz Cole é um viajante do tempo e deixa-o interrogar o sexo feminino do Messenger que matou Tommy. Ela revela que a Testemunha procura destruir o próprio tempo, então foge. Após os três viajantes voltar a 2044, Gale deixa a foto do Cole e Railly na Emerson Hotel para Cole para encontrar em 2016. Em 2044, a Jones perplexo se volta para Jennifer por ajuda, como a anomalia temporal, cresce. Em uma visão induzida por drogas sobre a natureza do tempo, ela descobre que o Exército planeja destruir tempo matando as primárias. Ao retornar, Cole, Railly e Ramse concorda com relutância em trabalhar juntos para salvar as primárias. Em 1971, o Mensageiro feminina morre após indução de seu filho, o homem pálido, para o Exército. Em 2016, Jennifer verifica-se em uma clínica mental como o Homem Pálido relógios exterior. |                 |                                          |                   |                                    |                     |                                |
| 18 | 5               | "Bodies of Water" "Copos de Água"        | Mairzee Almas     | Kristen Reidel                     | 16 de maio de 2016  | 0.367                          |
| Em 2044, Jennifer envia Railly a 2016 para obter as identidades das primárias 'de seu eu mais jovem. Desesperada para se livrar de Deacon, Cole e Ramse traí-lo a um de seus inimigos, o Foreman. Deacon mata o Foreman, e em vez de retaliação, felicita o duo em tornar-se tão implacável como ele é. Em 2016, a testemunha dá Olivia uma nova missão: encontrar e preparar Railly. Railly e Jennifer retornar à antiga casa deste último, o que desencadeia memórias de infância da mãe de Jennifer tentando afogá-la. Railly conforta Jennifer, que é, então, capaz de dizer Railly outro nome do primário: Kyle Slade. O Homem Pálido captura-los, e Olivia dá Railly um alucinógeno. Em uma visão, Railly vê o rosto de Aaron atrás da máscara da testemunha. Jennifer se solta e vê um manuscrito, "a Palavra do Witness", contendo sua data de morte: 23 de setembro, 2044. Ela resgata Railly e apunhala Olivia. A testemunha coloca o Homem Pálido encarregado da missão do Exército, substituindo Olivia. Railly diz Cole sobre Slade e decide ficar em 2016 para cuidar de Jennifer. Em 1975, Slade (David Dastmalchian) detecta que Cole está vindo para ele. |                 |                                          |                   |                                    |                     |                                |
| 19 | 6               | "Immortal" "Imortal"                     | David Greene      | Ian Sobel & Matt Morgan            | 23 de maio de 2016  | 0.348                          |
| Cole e Ramse viajar a 1975 para evitar que os Mensageiros do "paradoxing" Kyle Slade, um veterano do Vietnã virou assassino em série. Eles resgatar Victoria Mason, a última vítima de Slade, então ponta off a polícia, que prender Slade. Slade afirma que ele sabe onde a Testemunha é, por isso, Cole seqüestra-lo, abandonando Ramse. Um Mensageiro detém Victoria refém, e Ramse mata e liberta-la. Slade diz Cole suas vítimas eram Primaries quem ele matou para parar o Exército de sacrificar-los e leva Cole para seu covil, onde ele está segurando um homem cativo ele afirma ser a testemunha. Cole reconhece o homem como um mensageiro e não a testemunha. Percebendo Slade é completamente insano, Cole e Ramse matar o Messenger, em seguida, Slade. Após o seu regresso a 2044, a anomalia temporal se parcialmente diminuído. Em 2016, Railly encontra a testemunha, que aparece para ela em uma visão como Aaron, então, como Cole. Jennifer deixa Railly a procurar outras formas de combate do Exército. Railly fica se perguntando sobre sua sanidade enquanto ela continua a ter visões da testemunha. |                 |                                          |                   |                                    |                     |                                |
| 20 | 7               | "Meltdown" "Fusão"                       | Grant Harvey      | Richard E. Robbins                 | 30 de maio de 2016  | 0.423                          |
| Em 2044, alucinações de Railly piorar. A máquina do tempo, de repente avarias, transporte de pessoas a partir de pontos aleatórios na linha do tempo para a instalação temporais, incluindo alguns soldados desde 1959 e ex-cobaias horrivelmente mutado para o Project Splinter, que os membros da equipe têm de lidar com. Eckland sacrifica-se para impedir a máquina do tempo de destruir as instalações. Quando Cole e Ramse tentar desligar a máquina, Railly leva Sam refém e prende-lo com uma arma para detê-los. Cole e Ramse perceber que ela foi possuída por a testemunha, que a usou para sabotar a máquina. Para encaixar-la fora de seu transe, Cole tem Ramse matá-lo, sabendo que ela não vai deixá-lo morrer. Ramse desliga o poder, mas Sam é atingido por uma reação da energia temporal e lascas. Jones administra Railly uma droga para prevenir a Testemunha de possuí-la novamente, e um Ramse luto deixarem a instalação temporal. Enquanto isso, Sam encontra-se em um período de tempo desconhecido, onde ele encontra uma figura invisível. |                 |                                          |                   |                                    |                     |                                |
| 21 | 8               | "Lullaby" "Canção de Ninar"              | Steven A. Adelson | Sean Tretta                        | 6 de junho de 2016  | 0.425                          |
| Desanimado pela morte de Eckland, Jones envia Railly a 2020 para assassinar seu eu mais jovem e prevenir Projeto Splinter de nunca começando. Lá, encontra o Railly Jones de 2020 cuidando de sua filha doente deathly, Hannah. Depois que ela mata Jones, Railly acorda no início do mesmo dia, juntamente com Cole, que veio para impedi-la. Eventualmente, eles descobrem que estão presos em um círculo temporal, que eles não podem escapar. Com a ajuda da Jennifer de 2020, eles quebram o ciclo e retorno a 2044. Eles explicam a Jones que a sua criação de Projeto Splinter estava predestinado e tentar alterar que o destino fez com que o loop. Para escapar, eles salvaram Hannah e deu-a Filhas de Jennifer para levantar, deixando Jones acreditar que ela estava morta para que ela pudesse iniciar o projeto. Eles, então, reunir Jones com o adulto Hannah (Brooke Williams). Cole diz Railly sobre seus sentimentos por ela, mas ela rejeita-lo, temendo que eles têm a perder muito se ela retribui. Ramse aparece em seu quarto, ameaçando matá-la por seu papel no desaparecimento de Sam. Em vez disso, ela propõe que os dois matar a testemunha; ele concorda. |                 |                                          |                   |                                    |                     |                                |
| 22 | 9               | "Hyena" "Hiena"                          | Bill Eagles       | Christopher Monfette & Sean Tretta | 13 de junho de 2016 | 0.349                          |
| Em 2044, Railly e Ramse procurar um arquivista conhecido como o Guardião (Christopher Heyerdahl), na esperança de aprender sobre Titan, um lugar ligado à Testemunha. Ele aponta-los para um Dr. Kirschner, em 1961, a Alemanha Oriental. Cole viaja a 2016 para se encontrar com Jennifer, que agora lidera o hienas, um grupo de ex-pacientes psiquiátricos quem ela se reuniram para lutar contra o exército. O Hienas capturar Oliver Peters, que criou uma vacina para o vírus da peste, e usá-lo como isca para atrair o Homem Pálido fora. Eles eventualmente se transformar em Jennifer e Cole, que conseguem capturar o homem pálido e fugir do hienas. Cole tortura o homem pálido para obter informações sobre a última primária; ele diz que o paradoxo final tem lugar em 1957 em Nova York. Ele então revela que ele se deixou ser capturado, a fim de chegar a Jennifer e detona uma bomba que mata Peters e todo o Hienas, então foge. Depois de consolar Jennifer sobre as mortes das hienas ", Cole lascas de distância, e ela encontra outra versão do Cole em sua porta. O Homem Pálido contrata Dr. Elliot Jones, ex-marido e inventor da máquina do tempo de Jones, para trabalhar em um projeto chamado "Titan".                                                                               |                 |                                          |                   |                                    |                     |                                |
| 23 | 10              | "Fatherland" "Pátria"                    | Guy Norman Bee    | Oliver Grigsby                     | 20 de junho de 2016 | 0.389                          |
| Em 2044, Ramse e Railly ficam loucos e conseguem enganar Jones para enviá-los e Cole para 1961; Uma vez lá, eles drogam Cole e vão para Berlim Oriental, onde encontram o Dr. Kirschner (Matt Frewer), mas são capturados pelos agentes do Mossad. Cole recruta a ajuda do agente do FBI, Gale, para ajudá-lo a resgatar Railly, Ramse e Kirschner. O grupo percebe que Kirschner é o membro do Exército que criou os Mensageiros. Gale se sacrifica para ajudar os outros a atravessar o muro de Berlim. Em seu laboratório de Berlim Ocidental, Kirschner mostra-lhes a Palavra da Testemunha e revela os frutos de sua pesquisa: uma jovem Olivia, que foi criada usando o ovo de Mantis (Scottie Thompson). Mantis chega com um grupo de agentes do Exército para levar Olivia e Kirschner é morto. À medida que os três viajantes do tempo estão espalhados de volta para 2044, Cole pede a Ramse para ajudá-lo a impedir o Exército de levar Olivia, mas, em vez disso, Ramse arranca um pedaço da Palavra da Testemunha que tem a localização de Titã. Mantis então induziu Olivia ao Exército, revelando que o Homem Pálido é o irmão de Olivia. Em 2016, Olivia abandona o Exército, sentindo-se traída pela Testemunha. De volta em 2044, um furioso coleiro tem Ramse e Railly presos por serem desonesto. |                 |                                          |                   |                                    |                     |                                |
| 24 | 11              | "Resurrection" "Ressurreição"            | Kevin Tancharoen  | Richard E. Robbins                 | 27 de junho de 2016 | 0.398                          |
| Em 2044, as tempestades temporais ameaçam destruir a instalação do Project Splinter. Ramse, Railly e Adler são liberados pela Whitley, e juntam um golpe contra Jones e Cole, esperando usar a máquina do tempo para viajar para Titan e enfrentar diretamente a Testemunha. Cole recruta a ajuda de Deacon e persuade Jennifer e as Filhas para ajudar a retomar a máquina do tempo para que ele possa ir para 1957 para parar o paradoxo final. No processo, Jennifer é morto e Deacon está ferido. Cole recupera a jovem Jennifer a partir de 2016 e 2044 Jennifer diz a ela que ela terá uma escolha: levar as Filhas a Titã a lutar contra os 12 Macacos, ou levá-los a encontrar refúgio, esperando que Cole tenha sucesso em sua missão. À medida que a Jennifer mais velha morre, sua versão mais nova decide ir para Titan com o grupo de Ramse e as Daughters. À medida que os outros evacuam a instalação, Cole separa-se em 1957; No último minuto, Railly muda sua mente sobre Titan e opta por ir para 1957 também. As tempestades temporais finalmente consomem a instalação temporal, incluindo Jones e a máquina. |                 |                                          |                   |                                    |                     |                                |
| 25 | 12              | "Blood Washed Away" "Sangue Lavado"      | David Grossman    | Sean Tretta                        | 11 de julho de 2016 | 0.472                          |
| Em 2044, o Projeto: os membros da Splinter e as Filhas ficaram cansados de procurar Titã. Um dos rebeldes das Filhas e desafia Ramse para um duelo até a morte, mas Jennifer intervém para impedir Ramse de atacar o golpe final. O grupo finalmente encontra Titã e confronta a Testemunha. Em 1957, Cole e Railly passaram um ano procurando desesperadamente a Primária final. Depois de identificar um candidato provável, eles acham que eles foram enganados por um dos Mensageiros, que se apaixonou e se casou com seu alvo, o primário final. O Mensageiro apalpa sua esposa com o osso e desencadeia o último paradoxo. A explosão bate em Railly em coma por mais de seis meses. Quando ela finalmente acorda, ela achou que Cole comprou a casa que ela viu muitas vezes em suas visões da Floresta Vermelha. Lá, o par consuma seu relacionamento, enquanto em 2044 os guardiões da Testemunha emboscam os membros do Projeto em Titã, matando-os. |                 |                                          |                   |                                    |                     |                                |
| 26 | 13              | "Memory of Tomorrow" "Memória do Amanhã" | David Grossman    | Terry Matalas                      | 18 de julho de 2016 | 0.431                          |
| Sem voltar, Cole e Railly construem uma vida juntos na casa das visões da Floresta Vermelha, e Railly fica gravida. Cole experimenta o congelamento do tempo levando-o a Lillian (Madeleine Stowe), uma Primária que ensina-o a usar o chá vermelho, feito a partir das folhas de plantas afetadas por anomalias temporais, para libertar sua consciência do tempo para parar o paradoxo de 1957. Ele faz isso, com relutância, apagando sua linha do tempo com Railly, devolvendo-os a Jones em 2044. Os três espirram espacialmente para Titan e com Jennifer e as Filhas impedem Ramse e Hannah morrendo. Eles percebem que Titan é uma grande máquina do tempo, pois ele se ativa ao redor deles. No caos, Deacon morre, salvando Jennifer que se fragmenta nas trincheiras da Primeira Guerra Mundial; Ramse segue uma célula desonesta do exército liderada por Olivia, que tem a custódia de Sam; Railly, agora recuperando memórias de sua linha de tempo com Cole, é capturado dentro de Titan enquanto se estilhaça; E Cole exige seguir a Railly para um incerto 2163. Em 2163, Railly é trazido antes do exército reunido, onde The Pallid Man a saudade como a mãe de The Witness. |                 |                                          |                   |                                    |                     |                                |

### 3.ª temporada (2017)
| Nº geral | Nº na temporada | Título                  | Diretor           | Escritor                            | Exibição original  | Audiência nos EUA (em milhões) |
| --- | --------------- | ----------------------- | ----------------- | ----------------------------------- | ------------------ | ------------------------------ |
| 27 | 1               | "Mother" "Mãe"          | Terry Matalas     | Terry Matalas                       | 19 de maio de 2017 | 0.585                          |
| Cole incansavelmente procura por Titan no apocalíptico 2163, na esperança de encontrar Railly, mesmo contra a vontade de Jones que manda Hannah como vigia no que seria uma última busca. Enquanto isso, Railly aprende sobre o futuro da testemunha e tentar tomar uma decisão que parece impossível. Cole consegue encontrar Titan, mas acaba sendo impedido por um viajante do tempo inesperado. |                 |                         |                   |                                     |                    |                                |
| 28 | 2               | "Guardians" "Guardiões" | David Grossman    | Sean Tretta                         | 19 de maio de 2017 | 0.399                          |
| Jennifer segue com sua vida numa França pós primeira Guerra Mundial, fazendo de tudo para ser rastreada no futuro e, finalmente, resgatada. Seguindo o conselho do futuro, Cole e Jones vijam até a França procurando Jennifer e acabam conhecendo os guardiões. A Testemunha é enviada para seu destino enquanto Cassie sofre pela separação. Depois de anos, Sam precisa de algo de Ramse. |                 |                         |                   |                                     |                    |                                |
| 29 | 3               | "Enemy" "Inimigo"       | David Grossman    | Christopher Monfette                | 19 de maio de 2017 | 0.374                          |
| A volta de Ramse para o laboratório de Jones testa os laços de amizade e confiança entre ele e Cole, principalmente porque ele traz uma antiga inimiga como refém. Enquanto Jones não quer confiar em Ramse, Jennifer avisa ao grupo sobre Olivia e limites são testados quando há discordância sobre a melhor forma de extrair informações da prisioneira. Cassie ganha novos aliados na sua tentativa de escapar de Titan. |                 |                         |                   |                                     |                    |                                |
| 30 | 4               | "Brothers" "Irmãos"     | Joe Menendez      | Travis Fickett & Kristen Reidel     | 19 de maio de 2017 | 0.324                          |
| Depois que Olivia conta como matar a Testemunha, Cole e Ramse não enviados para 2007 com um plano, mas Ramse tem sua própria missão. Uma irônica virada no jogo coloca os dois amigos em lados opostos. Jennifer tem mais visões e confronta Olivia. Railly e Deacon tenta voltar para o laboratório, mas descobrem que isso vai ser mais difícil do que previsto. |                 |                         |                   |                                     |                    |                                |
| 31 | 5               | "Causality" "Acidente"  | David Greene      | Kristen Reidel                      | 20 de maio de 2017 | 0.397                          |
| Finalmente reunidos, Cassie e Cole precisam guardar um segredo de seus aliados enquanto Jones quer saber mais sobre o tempo de Cassie e Deacon em Titan. Jennifer elabora um plano para resgatar um documento chamado "Palavra da Testemunha" (que contem a linha do tempo e origens da Testemunha) antes de ser destruída por Ramse. Ela, Deacon, Cassie e Cole viajam então para 1989 onde Jennifer finge ser sua mãe em um leilão de arte e Cole e Cassie tentam pegar o documento e proteger seu segredo. |                 |                         |                   |                                     |                    |                                |
| 32 | 6               | "Nature" "Natural"      | Kat Candler       | Ian Sobel & Matt Morgan             | 20 de maio de 2017 | 0.315                          |
| Cole e Cassie viajam para 1953 onde reencontram o agente Gale na tentativa de impedir o surgimento do exército dos 12 Monkeys. O trio investiga sumiços de pessoas que seguem desastres naturais ou grandes acidentes e descobrem que os familiares das vítimas são o alvo do culto criado pela Testemunha. Enquanto isso, em 2046, Jones faz planos para garantir a segurança das instalações. Cole e Cassie reencontram a Testemunha. |                 |                         |                   |                                     |                    |                                |
| 33 | 7               | "Nurture" "Natural"     | Steven A. Adelson | Adam Sussman & Christopher Monfette | 20 de maio de 2017 | 0.313                          |
| A equipe contempla o fato de que estão prestes a matar uma criança para garantir o futuro da humanidade. Cassie se nega a ir junto enquanto o resto do time prepara um plano para evitar que os Guardiões sumam com a Testemunha. Enquanto eles viajam para 1954, Cassie faz uma viagem própria, ela leva as informações sobre a testemunha para 1990 onde pede a opinião de uma renomada psiquiatra, sua própria mãe. Jennifer dá um conselho a Cole que muda o modo como ele encara a Testemunha. |                 |                         |                   |                                     |                    |                                |
| 34 | 8               | "Masks" "Máscaras"      | David Grossman    | Tony Elliott & Sean Tretta          | 21 de maio de 2017 | 0.278                          |
| Em 1879, Sebastian, o Cavaleiro que ajudou Athan a escapar de 1953, encoraja Athan a escrever suas visões no documento que se torna a Palavra da Testemunha. Em 2046, Jones tem dificuldade em rastrear Cole e Railly enquanto passam pelo tempo. Ela consulta Olivia, que lhe diz que Jennifer está protegendo-os por distraí-la. Antes que Jones possa pegá-la, Jennifer se separa. Em 1899, Londres, Cole e Railly atendem a uma bola de máscaras mencionada na Palavra. Eles encontram Sebastian, mas são capturados por Jones, Deacon e Hannah. Cole tenta, sem sucesso, convencer Jones de que Athan pode ser salvo. Jennifer aparece e cria uma distração, permitindo que Cole, Railly e Sebastian escapem. Sebastian diz que ele e Athan se separaram em 1879, mas dá-lhes o endereço da antiga casa de Athan. Ele é baleado por Jones, comprando o tempo de Cole e Railly para se afastar da casa de Athan. Em 2046, Deacon aprisiona Jennifer e lança Olivia. Em 1899, um adulto Athan (James Callis oferece adeus ao Sebastian moribundo. |                 |                         |                   |                                     |                    |                                |
| 35 | 9               | "Thief" "Ladrão"        | David Grossman    | Sean Tretta                         | 21 de maio de 2017 | 0.232                          |
| Em 1899, Londres, Cole e Railly leram os diários de Athan para conhecer o passado. Maldito com a capacidade de prever as mortes dos outros, Athan constantemente estilhaça de uma era para outra para ficar sã. Eventualmente, sua máquina do tempo destrói, encurralando-o em 1891, Londres. Ele se apaixona por um médico, Eliza, cuja morte ele não pode prever. Quando Eliza é morto, ele repara a máquina e usa-a para evitar sua morte, mas ela morreu de outra causa. Apesar de centenas de tentativas de evitar sua morte com o tempo de viagem, ela sempre morre no mesmo dia. Athan se fragmenta até a década de 2000 para ver Railly para obter conselhos. Tendo acabado de perder seu primeiro paciente, ela sugere que o tempo é um "ladrão", desejando que ele pare para sempre; Athan decide então abraçar seu destino como testemunha e destruir o tempo para que ele possa se reunir com Eliza. Em 2046, Jennifer se esforça para dar sentido às suas visões. Ela determina que ela deve salvar o moribundo que viu, que está ligado a um mausoléu. Eventualmente, ela já enviou sua "casa" com a máquina do tempo. Em 1891 Londres, Cole e Railly enfrentam Athan.   |                 |                         |                   |                                     |                    |                                |
| 36 | 10              | "Witness" "Testemunha"  | Grant Harvey      | Terry Matalas                       | 21 de maio de 2017 | 0.246                          |
| Cole, Railly e Athan chegam em 1959, na Casa de Cedro e Pinheiro. Ao tentar convencer Athan, ele pode escolher seu próprio destino, as forças de Jones aparecem, tendo sido dada a localização por Olivia. Titan se fragmenta e Jones dispara a Athan morto, fazendo com que sua máquina do tempo pessoal o afastasse. Mallick leva Cole, Railly e Jones para conhecer Olivia, agora líder do exército. É revelado que Olivia conspirou com Mallick para manipular os membros do Projeto Splinter para encontrar e matar a Testemunha. Inesperadamente, Athan se fragmenta. Um flashback revela que ele se separou do mausoléu em 2017, onde Jennifer pediu para ser enviada, e ela havia convocado ajuda médica para salvá-lo. Ele gasta um ano ajudando-a a lidar com suas visões antes de retornar a Titan em 1959 para resgatar Cole, Railly e Jones. Os últimos fogem de Titã, matando Mallick e retornam a 2046, enquanto Athan confronta Olivia. Ele diz que ela, não ele, é a verdadeira Testemunha. Chocado, ela o mata e ordena que Titan se separe em 2046 para destruir a instalação temporal. Em 2015, o pai de Cole dá ao jovem Cole uma nota enigmática da mãe de Cole. |                 |                         |                   |                                     |                    |                                |